# Álvaro Guerrero
Álvaro Guerrero (Città del Messico, 26 marzo 1949) è un attore messicano, meglio noto per il suo ruolo di Daniel nel film Amores perros.
Ha fatto la sua prima apparizione nella parte di un gesuita nel film Mission.
Nel 2017 è nel cast di Ingovernabile.